# Флаг Нового Южного Уэльса
Флаг Нового Южного Уэльса в текущем виде был официально утверждён правительством Нового Южного Уэльса в 1876 году. Дизайн флага был разработан архитектором Джеймсом Барнетом и офицером королевского флота Францисом Никсоном.
Основой флага стал изменённый синий (английский) кормовой флаг, на полотнище которого расположена эмблема штата — крест Святого Георгия. В центре креста лежит золотой лев, а по краям четыре золотых восьмиконечных звезды. Отказ от предыдущего флага был обусловлен неоднократной критикой со стороны британского адмиралтейства за его схожесть с флагом Виктории.

## Предыдущие флаги
Первый флаг Нового Южного Уэльса был утверждён в 1867 году. Его основой также был изменённый английский кормовой флаг, на котором было изображено три буквы — NSW. Это было сделано в соответствии с «Морским законом об обороне» 1865 года, согласно которому каждая колония должна была иметь на своем флаге отличительную особенность.

Второй вариант флага был принят 11 июля 1870 года: основа осталась прежней, но эмблема изменилась — Южный крест с короной над ним.

Флаг губернатора Нового Южного Уэльса 1876-1981
Флаг Нового Южного Уэльса 1870-1876
Флаг Нового Южного Уэльса 1867 г
Флаг губернатора Нового Южного Уэльса с 1981 г